# Romeyne Robert Ranieri di Sorbello
Romeyne Robert Ranieri di Sorbello, meglio nota semplicemente come Romeyne Robert (New York, 16 ottobre 1877 – Perugia, 22 gennaio 1951), è stata una nobildonna e imprenditrice statunitense naturalizzata italiana.
Fu membro della famiglia Ranieri Bourbon di Sorbello.

## Origini e formazione
Romeyne Robert apparteneva ad una ricca famiglia dell’alta borghesia statunitense di antica discendenza francese ugonotta, originaria di La Rochelle (Charente Marittima, Francia), stabilitasi in America verso la fine del XVII secolo: primo membro di questa famiglia a giungere in territorio americano fu il giudice Daniel Robert, nel 1686. Nell’Ottocento la famiglia iniziò ad accumulare una ingente fortuna, frutto di un’oculata attività imprenditoriale; in particolare Christopher Rhinelander Robert (1802-1878), nonno di Romeyne, fu un fortunato uomo d’affari, fondatore nel 1835 della società Robert & Williams, dedita all'importazione di zucchero, tè e caffè. Uomo religioso e dedito alla filantropia, nel 1863 fondò il Robert College a Istanbul, istituzione cui lasciò un sostanziale lascito testamentario e che si affermò come un importante centro di formazione superiore nel Vicino oriente, nonché monumento alla filantropia americana.
Howell Robert (1844-1914), figlio di Christopher, sposò Charlotte Shaw (1841-1940), cugina di secondo grado dello scrittore, drammaturgo, linguista e critico musicale George Bernard Shaw. Dalla loro unione nacquero tre figlie, delle quali però solo Romeyne giunse all'età adulta.
Romeyne crebbe tra Germantown, nei pressi di Filadelfia e Morristown nel New Jersey. Giovane colta, grande appassionata di musica e di teatro ed in grado di parlare quattro lingue, viaggiò molto in Europa assieme ai genitori, dove proseguì la sua educazione. Fu durante un viaggio in Italia con la madre Charlotte che, nel 1901, conobbe a Roma quello che sarebbe diventato il suo futuro marito: il marchese Ruggero Ranieri di Sorbello (1864-1946), con il quale convolò a nozze nel 1902. Dopo il matrimonio si trasferì stabilmente a Perugia, presso Palazzo Sorbello, residenza nobiliare cittadina e proprietà storica della famiglia del marito.

## La Scuola di ricami Ranieri di Sorbello
Romeyne era attiva nel campo della filantropia e della promozione sociale, ispirandosi al modello inaugurato dal "settlement movement", sorto in Inghilterra verso la fine del XIX secolo e poi sviluppatosi anche nelle principali città della costa nord-orientale degli Stati Uniti. Tra le comunità povere riunite nelle settlement houses, finanziate da uomini e donne parte di questo movimento, venivano portati avanti dei progetti educativi e di promozione sociale, tra i quali lo sviluppo soprattutto tra le donne immigrate di una formazione artistica e professionale, spesso legandosi idealmente al movimento Arts and Crafts, anch'esso approdato dall'Inghilterra agli Stati Uniti e che aveva come scopo quello di promuovere un avvicinamento tra l'arte e l'industria, per realizzare prodotti di elevata qualità artistica, valorizzando l'esperienza artigianale e recuperando motivi e disegni legati al passato, e in particolare alla stagione del Rinascimento. Per questi manufatti, peraltro, esisteva non solo un grande interesse artistico, ma anche un fiorente mercato di collezionisti e di appassionati.
Seguendo questo modello, Romeyne decise di fondare presso la Villa del Pischiello, proprietà della famiglia Ranieri di Sorbello posta sulle colline che cingono il lago Trasimeno, una scuola di ricami nota in seguito con il nome "Scuola di ricami Ranieri di Sorbello”.
Per la realizzazione di questo suo progetto si avvalse dell'aiuto di Carolina Amari (Firenze, 9 settembre 1866 – Roma, 11 agosto 1942), una delle figure più importanti all’interno di quel movimento di emancipazione femminile che si dispiegò in Italia a partire dalla fine dell’Ottocento su modello di quanto avveniva allora nel mondo anglo-sassone. Carolina Amari, donna di grande cultura, sensibilità artistica e interesse filantropico, fu anche ispiratrice, guida artistica e tecnica, nella costituzione della cooperativa Industrie Femminili Italiane (1903) che si prefiggeva di sostenere o sviluppare laboratori ed attività di ricamo e merletto in tutta Italia, portando alla riscoperta di una tecnica artistica in declino. Ben nota anche negli Stati Uniti per le sue interpretazioni artistiche su tessuto di disegni medievali e rinascimentali, nonché per la destrezza dal punto di vista tecnico contribuì, in collaborazione con Florence Colgate e Gino Speranza, alla creazione nel 1905 a New York della "Scuola d'Industrie Italiane" con l'intento di aiutare le donne immigrate a svolgere una degna attività lavorativa attraverso la realizzazione e vendita di ricami e merletti.
Il sodalizio creatosi tra Romeyne e Carolina Amari abbracciò sia l’aspetto artistico che quello commerciale, puntando all'attuazione di molte delle metodologie promosse dalla società I.F.I., dando vita ad un’impresa economica di successo tanto dal punto di vista imprenditoriale quando da quello sociale, fornendo lavoro, reddito ed emancipazione alle giovani contadine delle zone del lago Trasimeno, impiegate come ricamatrici. Il laboratorio della scuola iniziò la sua attività nel 1904 con otto ricamatrici; dieci anni dopo ne contava ottanta e, fra 1928 e 1933 almeno centocinquanta.

### Metodo di lavoro della "Scuola di ricami Ranieri di Sorbello"
Tutte le donne che abitavano nei territori intorno alla villa e che avevano interesse a contribuire al sostentamento familiare o che desideravano formarsi una dote per slegarsi dalla dipendenza della figura maschile, potevano entrare in questa "scuola-lavoro", imparando un vero e proprio mestiere. Ad ogni “operaia” veniva assegnato uno specifico lavoro che doveva essere svolto autonomamente, senza divulgare nozioni in merito alle eventuali tecniche apprese ed impiegate. Tutto questo, oltre a favorire la specializzazione delle lavoratrici, permetteva un'unicità nella realizzazione del pezzo finito. Il lavoro, da eseguirsi presso le proprie abitazioni, sarebbe dovuto passare per le mani di più donne che portavano avanti ognuna il proprio compito, come in una “catena di montaggio”. Alla riconsegna del pezzo lavorato, veniva segnato in un piccolo registro personale quanto eseguito, uno dei primi esempi di "libretti di lavoro" del quale doveva essere dotata ogni operaia. In un giorno stabilito del mese, alla presenza della marchesa e di un ragioniere, le donne si recavano alla villa e venivano pagate per il lavoro eseguito, venendo incoraggiate dalla stessa Romeyne a depositare i propri guadagni presso la Cassa di Risparmio di Perugia.
Le lavoranti imparavano, o affinavano, l'esecuzione di alcuni punti di ricamo più o meno conosciuti; secondo un criterio di promozione sociale non si dedicavano però soltanto al lavoro, bensì imparavano spesso anche a leggere e a scrivere, oltre ad acquisire pratiche base di igiene personale e pulizia, necessarie anche allo svolgimento del lavoro.
Romeyne, oltre che direttrice della scuola, era spesso l'autrice dei modelli per i lavori che venivano poi realizzati: educata fin dalla gioventù all'arte e al disegno, riportava su taccuini ornamenti e fregi che osservava su strutture architettoniche, manufatti o immagini dipinte. Ispirandosi anche ad antichi ricami presenti nella collezione della contessa Edith Rucellai di Firenze, creò una tipologia di disegno improntata ad un gusto medievale-rinascimentale caratterizzato da riccioli, panoplie floreali, figure zoomorfe ed antropomorfe. Partendo dai suoi schizzi preparatori toccava dunque a Carolina Amari realizzare disegni più stilizzati, riportati poi su cartamodelli ad uso delle ricamatrici che riproducevano il soggetto utilizzando varie tipologie di punto.
Fiore all'occhiello, nonché creazione originale della "Scuola di ricami Ranieri di Sorbello" era il cosiddetto “Punto Sorbello” o “Umbro Antico”: ufficialmente brevettato dalla marchesa, era di fatto il frutto della rielaborazione da parte della Amari di vecchi punti e ricami di origine araba diffusi in sia Italia che in Portogallo. Eseguito generalmente su stoffa grezza, era composto da varie tipologie di punto sovrapposte (riccio, strega, erba, intrecciato, pieno, smerlo, ecc.) così da creare un ideale effetto rilievo. A partire dal 1908, i manufatti vennero realizzati quasi esclusivamente su una pregiata tela di lino tessuta nel laboratorio della “Tela Umbra”, fondato a Città di Castello nel 1908 dalla baronessa Alice Hallgarten Franchetti, amica di Romeyne con la quale si instaurò una proficua intesa commerciale.
In qualità di imprenditrice e promoter della sua stessa attività, Romeyne partecipò a numerose fiere ed esposizioni, come quella internazionale delle “Industrie e del Lavoro" del 1911 a Torino, riscuotendo molto successo. La richiesta di ricami della sua scuola aumentò in modo considerevole in Italia, ma soprattutto in Europa e in America: era infatti dal mercato estero che l’attività ricavava il grosso dei proventi.
Sulla scia di questa esperienza la marchesa pensò di favorire lo sviluppo di altre scuole-lavoro simili che, con più o meno difficoltà, andavano via via proponendosi nel territorio. Nacque così nel 1921, in un sodalizio con altre donne esponenti dell’aristocrazia perugina, la Cooperativa “Arti Decorative Italiane", alla quale venne affiliata la stessa "Scuola di ricami Ranieri di Sorbello" e che rimase in attività fino al 1929. La cessazione di questa organizzazione consortile fu principalmente dovuta al crollo economico derivante dalla Grande depressione negli Stati Uniti, che portò ad un considerevole calo degli ordini, arrivando quasi ad azzerare la richiesta di articoli tessili d’importazione a causa dell’imposizione di dazi esorbitanti.
L'attività della scuola proseguì fino al 1934. Da alcuni anni Carolina Amari, ormai anziana, non ricopriva più la carica di direttrice artistica, titolo che passò ad Amelia Pompili. Cessata ufficialmente ogni attività, la marchesa Romeyne raccolse presso la sua residenza perugina di Palazzo Sorbello tutti i manufatti invenduti, arrivando a formare una collezione composta da un grande numero di pezzi realizzati tanto presso il laboratorio di ricami da lei inaugurato, quanto da altre scuole ad esso affiliate presenti nel territorio. La volontà fu probabilmente quella di evitare che qualcuno potesse continuare a realizzare ricami sullo stile del “punto Sorbello” di una qualità non adeguata ai canoni da lei richiesti, fatto che avrebbero inevitabilmente svalutato tutto il lavoro compiuto in più di 30 anni.
Oggi alcuni esempi dei ricami realizzati dalla "Scuola di ricami Ranieri di Sorbello" sono conservati in 4 musei: Casa Museo di Palazzo Sorbello (Perugia, Italia), Museo della "Tela Umbra" (Città di Castello, Italia), Museo del ricamo di Bologna (Bologna, Italia), Cooper Hewitt Museum (New York, USA).

## L'impegno pedagogico: la scuola elementare rurale del Pischiello
L’impegno della marchesa Romeyne Roberts nel campo della filantropia non si limitò alla vicenda della scuola di ricami, ma si concretizzò parallelamente in un progetto pedagogico volto a migliorare le condizioni di vita dei bambini delle classi rurali della zona del Pischiello, progetto principiato con l’apertura della prima scuola elementare rurale del Pischiello, fondata da Romeyne nel 1903 in alcuni locali di un’ala della villa del Pischiello.
Questa scuola, ufficialmente aperta il 19 dicembre 1903, era composta da tre classi miste a sezione unica e contava ventisette alunni nell'anno scolastico 1903-1904, con un’età media che andava dai 9 ai 12 anni. Dal 1907 questa scuola accolse anche i bambini residenti nel comune di Passignano sul Trasimeno che iniziò a prendere in affitto le aule scolastiche tramite concessione annuale a titolo gratuito per volere del marito di Romeyne, Ruggero Ranieri di Sorbello. Da quel momento le insegnanti, inizialmente prive di veri e propri titoli didattici, furono reclutate tramite concorso pubblico indetto dal comune di Passignano.
Il constatare la condizione di effettiva arretratezza dei contadini della zona, nonché l’insufficienza dell’offerta scolastica della struttura del Pischiello nel fronteggiare la situazione, spinsero Romeyne a tentare la sperimentazione del metodo montessoriano, seguendo l’esempio virtuoso intrapreso dall'amica baronessa Alice Hallgarten Franchetti (1874-1911), anch'essa di origini americane e moglie del barone e senatore del Regno d’Italia Leopoldo Franchetti, la cui figura rivestì un ruolo fondamentale nell'evoluzione della scuola del Pischiello verso un’impostazione più strutturata.

### L’amicizia con Alice Hallgarten Franchetti e l’incontro con Maria Montessori
Romeyne Robert ed Alice Franchetti erano accomunate dalla frequentazione degli stessi circoli intellettuali e femministi romani e dagli stessi ideali di rinnovamento sociale. I loro rapporti furono molto intensi, non solo per le rispettive attività artigianali che gestivano ("Tela Umbra" per Alice, "Scuola di ricami Ranieri di Sorbello" per Romeyne), ma anche per la proficua collaborazione nello sviluppo delle scuole elementari che ciascuna aveva avviato nella propria tenuta di campagna.
Già nel 1901 Alice Hallgarten Franchetti aveva infatti istituito una scuola in alcune sale del secondo piano della villa della Montesca, residenza di campagna dei coniugi Franchetti, nei pressi di Città di Castello. A questa si affiancò ben presto una seconda scuola rurale aperta presso il piccolo abitato di Rovigliano. I progetti didattici furono ideati in prima persona dalla stessa baronessa Franchetti e poi potenziati con l'aiuto di importanti personalità operanti nel campo della moderna pedagogia, come l’istitutrice inglese Lucy Latter. Nel 1907, i coniugi Franchetti contribuirono all'apertura della prima Casa dei bimbi a Roma e, dopo aver conosciuto personalmente la pedagogista marchigiana Maria Montessori in casa della scrittrice Sibilla Aleramo, decisero di sostenerla concretamente invitandola a soggiornare presso villa Montesca nell'estate del 1909. Sollecitata dai Franchetti la Montessori mise per iscritto quella che poi sarebbe divenuta la prima edizione del suo celebre Metodo, dedicando l'opera ai due coniugi. Nello stesso periodo tenne anche il primo corso di formazione per maestre sul metodo Montessori presso Palazzo Alberti-Tomassini, sede del laboratorio della Tela Umbra a Città di Castello. In seguito a questo corso, la baronessa Franchetti inaugurò una "Casa dei Bambini" presso villa Montesca.
Grazie all'intermediazione di Alice, Romeyne Ranieri di Sorbello ebbe modo di incontrare sia la Montessori che l’istitutrice Felicitas Buchner presso Villa Wolkonsky a Roma nel 1909. Il Metodo Montessori fu adottato inizialmente per volontà della marchesa Romeyne direttamente sui suoi tre figli Gian Antonio, Uguccione e Lodovico Ranieri di Sorbello e in particolar modo i primi due funsero letteralmente da cavie per testare i materiali montessoriani in sperimentazione alla Villa Montesca nell'estate del 1909. Il Metodo fu poi applicato tra l'estate e l'autunno del 1909 alla didattica della scuola elementare rurale del Pischiello in Umbria, fondata dalla stessa marchesa.  Nel dicembre dello stesso anno arrivò la richiesta ufficiale di oggetti e documentazione fotografica per l’Esposizione Universale di Bruxelles del 1910 da parte del comune di Passignano: a causa del poco tempo a disposizione per la consegna dei materiali richiesti, il Ministero della Pubblica Istruzione decise di non parteciparvi più, con il proposito di riutilizzare la documentazione didattica in una mostra nazionale per i festeggiamenti del cinquantesimo anno dall'Unità d’Italia nel 1911. Lo stretto rapporto collaborativo qui evidenziato tra Romeyne Robert, Alice Franchetti e Maria Montessori e la nascita delle prime scuole con classi montessoriane in Umbria sono aspetti finora poco noti, emersi da recenti scoperte frutto di un lungo lavoro di ricerca scientifica che ha portato alla prima ricostruzione storica organica dell’opera sociale e culturale di Romeyne Ranieri di Sorbello. 
A partire dagli anni ’20 la scuola del Pischiello iniziò un processo di trasformazione da scuola rurale a scuola sussidiaria secondo la tipologia delle scuole sperimentali aperte nel 1912 dal conte Eugenio Faina, dapprima nelle sue tenute per la formazione di lavoratori agricoli e poi diffuse in diverse regioni d’Italia, coordinate dall’Ente Nazionale per la Scuola Rurale. L’autorizzazione per l’apertura della scuola sussidiaria del Pischiello si ebbe nel 1927, mentre per la sua effettiva attivazione si dovete attendere l'anno scolastico 1930-31. Il passaggio a questo nuovo orientamento educativo non coincise però con un cambiamento di intenzioni della marchesa, la quale perseverò nel suo proposito assistenziale verso l’infanzia svantaggiata, pagando personalmente il tesseramento dell’Opera Nazionale Balilla per l’intera scolaresca nel 1933, permettendo così anche ai bambini meno abbienti l’accesso ad assistenza materiale e refezione scolastica gratuita.
La scuola rurale del Pischiello chiuse ufficialmente i battenti per insufficienza di iscritti nel 1967.

## La Seconda Guerra Mondiale e gli ultimi anni
Nei difficili anni che seguirono l’ingresso dell’Italia nella Seconda Grande Guerra, Romeyne e il marito Ruggero, ormai prossimo agli ottant'anni e malato, si rifugiarono presso il castello di Sorbello, residenza di proprietà della famiglia presso località Sant’Andrea di Sorbello, nel comune di Cortona. I tre figli di Romeyne, dopo l’armistizio sottoscritto dal generale Badoglio nel 1943, impiegarono le loro forze al servizio delle truppe alleate, venendo per questo accusati di antifascismo e di collaborazionismo con il nemico: Uguccione entrò a far parte del servizio di intelligence alleato noto come IS9 ( detto anche A-Force), occupandosi del recupero di militari alleati allo sbando oltre le linee nemiche, seguito in questo anche dal fratello Lodovico. Giovanni Antonio, il maggiore dei tre fratelli, dopo la Liberazione fu nominato dal Governo Militare Alleato viceprefetto con incarico speciale per la ricostruzione di strade e ponti della provincia, incarico che mantenne dal luglio 1944 al gennaio 1945.
Dal gennaio al maggio 1944, il castello di Sorbello fu occupato dai militari tedeschi, venendo poi liberato dalle truppe alleate britanniche. Malgrado l’occupazione tedesca, Romeyne riuscì a nascondere in alcuni ambienti del grande palazzo alcuni ufficiali inglesi per una decina di giorni, facendo sì che la voce non si spargesse nella vallata. Donna di grande carattere, si adoperò affinché il marito venisse rilasciato a seguito dell'arresto operato dai fascisti repubblichini su ordine del capo della Provincia, Armando Rocchi, il quale cercò invano di fargli confessare dove si trovassero i suoi tre figli, ricercati dalle truppe fasciste.
Al termine della guerra Romeyne si concederà un viaggio di piacere negli Stati Uniti, l’unico dal suo matrimonio: malgrado fosse sempre stata una grande viaggiatrice, i suoi itinerari la portarono più che altro lungo le rotte italiane e del vecchio continente, tanto per piacere, quanto per promuovere i lavori prodotti presso la "Scuola di ricami Ranieri di Sorbello".
Romeyne Robert Ranieri di Sorbello morì il 22 gennaio 1951. Le sue spoglie riposano nel cimitero monumentale cittadino. Il 27 gennaio 1951, un articolo apparso sul quotidiano Il Mattino del Centro Italia, ne elogiava l’impegno imprenditoriale e la dedizione alla missione sociale e pedagogica.